# Канал Марна — Рейн
Ма́рна-Рейн (фр. Canal de la Marne au Rhin) — судоходный канал во Франции. Канал Марна-Рейн соединяет реки Марна и Рейн, от Витри-ле-Франсуа до Страсбурга.

## История и экономическое значение
В виду необходимости соединить бассейны Сены и Рейна, в 1780-е годы Людовиком XVI было поручено спроектировать удовлетворяющий этому требованию канал, однако сам проект был разработан только в 1826 году инженером-строителем мостов и дорог Барнабе Бриссоном (фр. Barnabé Brisson). Строительство под управлением инженера Шарля-Этьена Коллиньона (фр. Charles-Étienne Collignon) было начато в 1838 году, и закончилось только в 1853 году. Первоначальной целью строительства канала было соединить Париж с Эльзасом и Рейном на севере Франции и Германией, а в сочетании с другими каналами Марны, канал Марна-Рейн позволяет осуществлять перевозки между Парижем и восточной Францией. Канал активно использовался для транспортировки грузов (строительный камень, железная руда, уголь, сталь).
Канал Марна-Рейн соединён со многими судоходными водными путями Франции: Марна в Витри-ле-Франсуа, Маас в Коммерси, Мозель в Туле, Восточный канал (фр. Canal de l'Est), Саар через Саарский канал, Иль и Рейн в Страсбурге.
В 1969 году был построен наклонный (поперечный) судоподъёмник между городами Арзвиллер (фр. Arzviller) и Сен-Луи (фр. Saint-Louis) в департаменте Мозель. Построенный судоподъёмник заменил 17 судоходных шлюзов.

## Параметры и особенности
Канал Марна — Рейн имеет длину 313 км и предназначен для малых судов (пениши), чьи максимальные параметры в длину — 38,5 м, в ширину — 5,0 м, осадка — 2,2 м, а высота над уровнем воды — 3,5 м.
Канал имеет 154 судоходных шлюза, два из которых расположены на Мозеле (изначально канал имел 178 шлюзов) и 3 тоннеля. Основные точки и порты, через которые проходит канал Марна-Рейн:
- город Витри-ле-Франсуа департамента Марна;
- город Бар-ле-Дюк департамента Мёз;
- тоннель Mauvages (фр. Tunnel de Mauvages), построенный с 1841 по 1846 годы, имеет длину 4877 метров (диаметр — 5,3 м), и оснащён электрическим буксиром (буксировка происходит 4 раза в день, по 2 раза в каждом направлении);
- тоннель Foug — 867 метров (всего между двумя туннелями 12 шлюзов);
- города Туль, Ливерден (фр. Liverdun), Фруар, Шампиньёль, Максевиль, Нанси, Жарвиль-ла-Мальгранж, Ланёввиль-деван-Нанси, Ар-сюр-Мёрт, Варанжевиль, Домбаль-сюр-Мёрт, Соммервиллер, Мекс, Энвиль-о-Жар, Бозмон, Энамениль, Парруа, Муакур и Ксюр департамента Мёрт и Мозель;
- города Муссе (фр. Moussey), шато Решикурт (фр. Réchicourt-le-Château), Гондрексанже (фр. Gondrexange), Гессе (фр. Hesse), Нидервиллер (фр. Niderviller), Арзвиллер (фр. Arzviller) и Лютцельбург (фр. Lutzelbourg) департамента Мозель;
- между Арзвиллером и Лютцельбургом находятся тоннель d’Arzwiller (фр. tunnel d'Arzwiller ) длиной 2690 м и судоподъёмник Сен-Луи — Арзвиллер.
- города Саверн (фр. Saverne) и Страсбург департамента Нижний Рейн.

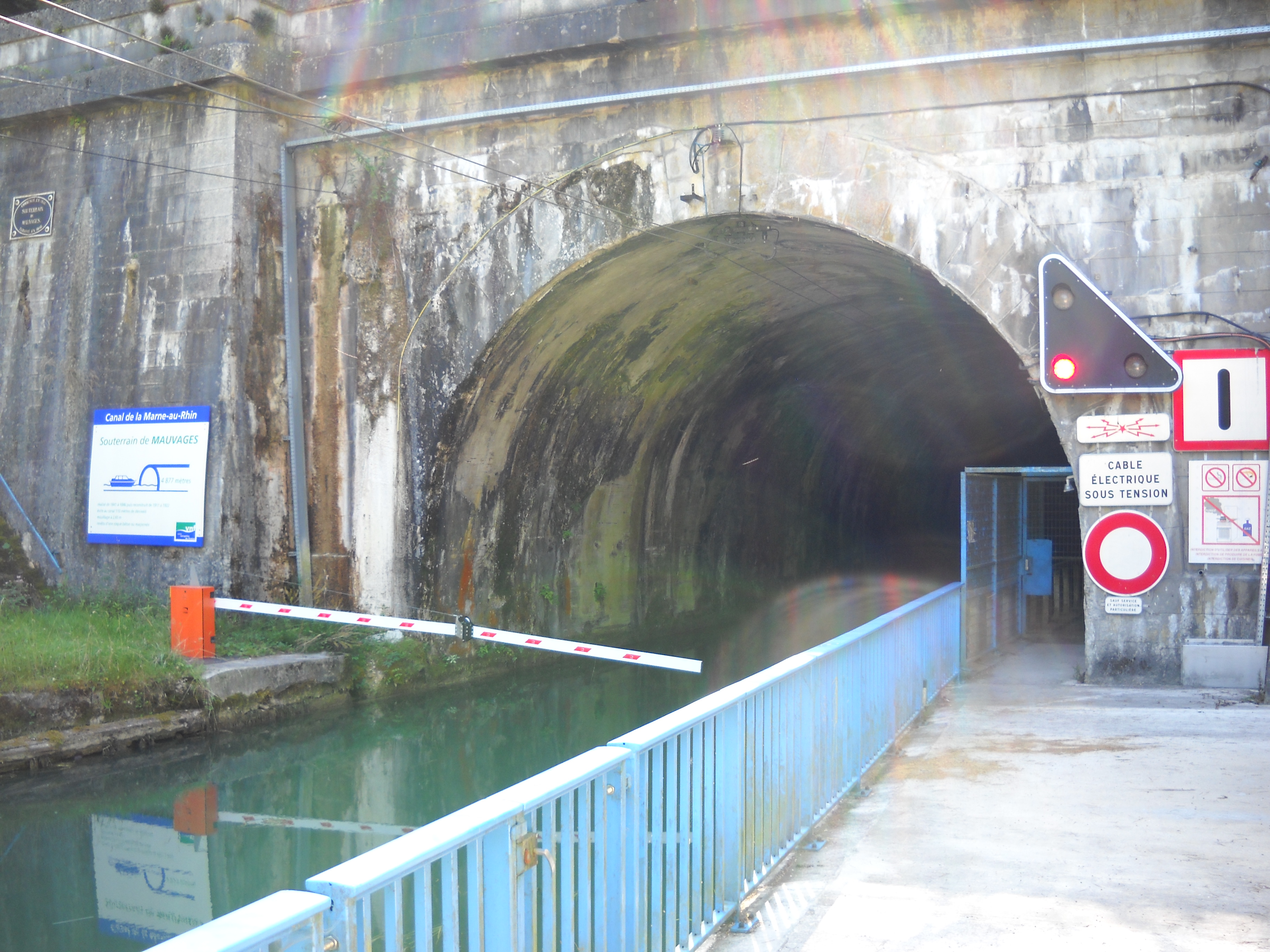
Вход в тоннель Mauvages, 2009 год.
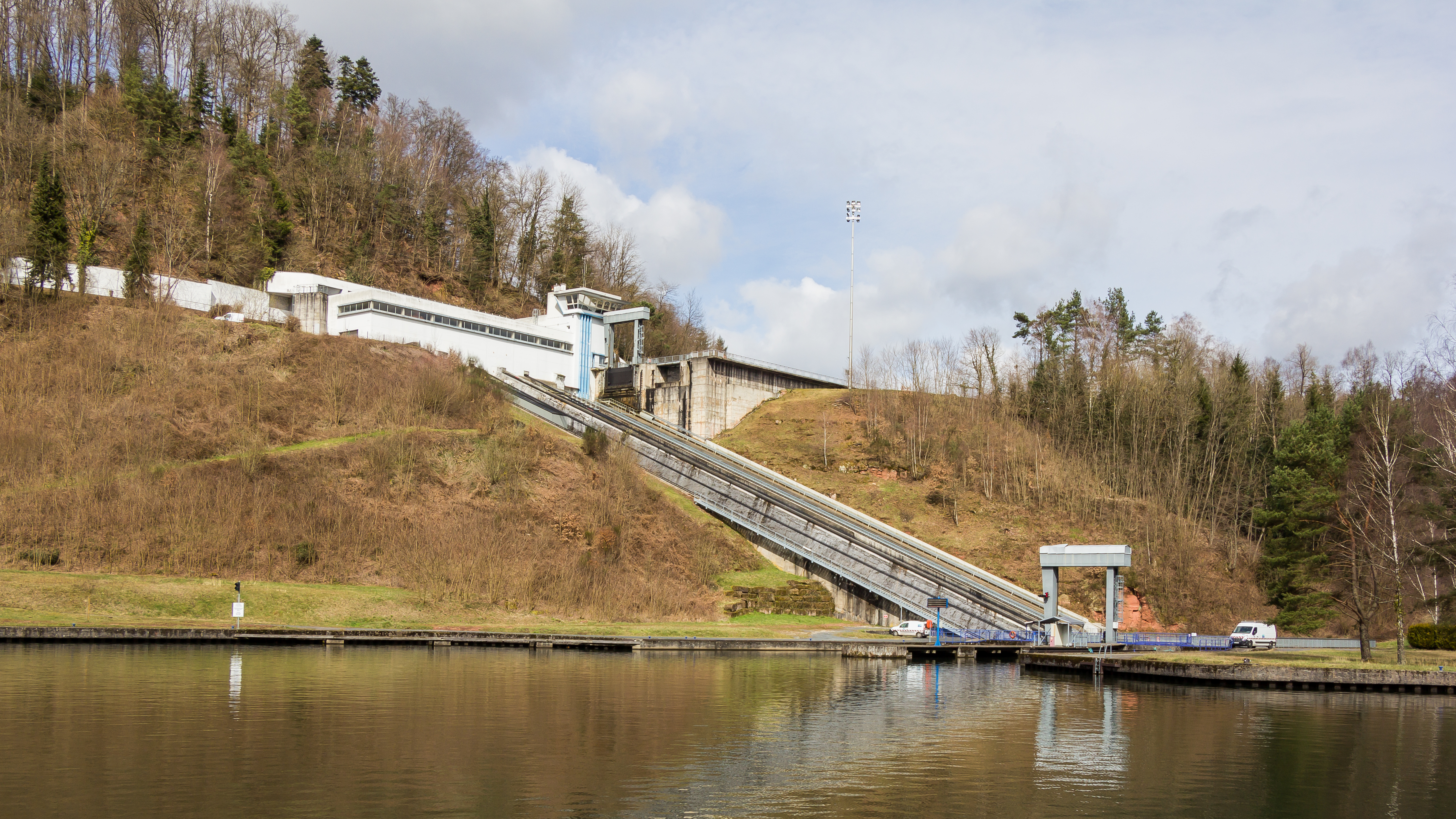
Судоподъёмник Сен-Луи — Арзвиллер, 2018 год.